# Gălești (Strășeni)
Gălești è un comune della Moldavia situato nel distretto di Strășeni di 2.675 abitanti al censimento del 2014.

## Località
Il comune è formato dall'insieme delle seguenti località (popolazione 2004):
- Gălești (1.776 abitanti)
- Găleștii Noi (1.199 abitanti)